# Federica Rossi Gasparrini
Federica Rossi Gasparrini (Stagno Lombardo, 1º maggio 1937) è un'ex politica italiana.

## Biografia
Laureata in geologia, presidente nazionale DonnEuropee Federcasalinghe, è stata segretario generale della Confconsumatori, presidente del comitato di solidarietà "Bambini del Ruanda", presidente di "Molise Sviluppo Spa".
Dopo 25 anni trascorsi nella DC, vicina a Paolo Bonomi e Giulio Andreotti, e un breve periodo a fianco di Mariotto Segni, aderisce a Forza Italia, il movimento fondato e diretto da Silvio Berlusconi, per poi passare al centro-sinistra con Rinnovamento di Lamberto Dini: non viene eletta alle elezioni dell'aprile 1996 ma un mese dopo diventa sottosegretaria al Ministero del Lavoro e della Previdenza Sociale durante il primo governo Prodi dal 1996 al 1998.

Alle elezioni politiche dell'aprile 2006 viene eletta deputato nella lista di Italia dei Valori di Antonio Di Pietro per la circoscrizione Lazio 1 ed è membro della Commissione Lavoro pubblico e privato. A luglio 2006, quando il suo partito si oppone all'approvazione di un provvedimento di indulto e protesta platealmente, Rossi Gasparrini è l'unica dei 20 deputati IdV a votare a favore di tale misura. Dichiara a proposito: 
Anche in seguito ai contrasti col proprio partito sull'indulto il 14 settembre 2006 abbandona l'Italia dei Valori, aderendo al gruppo misto della Camera e dichiarandosi poi vicina al movimento Italiani nel Mondo di Sergio De Gregorio, un'adesione presto interrotta. Dal gennaio 2007 aderisce infatti ai Popolari UDEUR, divenendone presidente del Consiglio nazionale. Ha abbandonato tale partito il 21 febbraio 2008, alla vigilia di nuove elezioni politiche, sostenendo la volontà di creare una "formazione politica delle famiglie", seguendo la scelta espressa con voto unanime dagli stati generali di Federcasalinghe.
Termina il proprio mandato parlamentare nell'aprile dello stesso anno, alla scadenza anticipata della legislatura.

## Controversie
È stata fra i parlamentari con doppi incarichi rivelati da un'inchiesta de la Repubblica del 2007.